# Spilosoma transversata
Spilosoma transversata là một loài bướm đêm thuộc phân họ Arctiinae, họ Erebidae.